# Parafia św. Marii Magdaleny w Strzepczu
Parafia św. Marii Magdaleny w Strzepczu – rzymskokatolicka parafia w Strzepczu. Należy do dekanatu sierakowickiego znajdującego się w diecezji pelplińskiej. Erygowana w XIII wieku.
Parafia obchodzi również odpust św. Michała Archanioła. Jej proboszczem jest ks. Andrzej Kmiecik.

## Obszar parafii
Do parafii należą wsie: Dargolewo, Głodnica, Kamienna Góra, Kobylasz, Lewinko, Lewino, Miłoszewo, Nowa Huta, Pobłocie, Stara Huta, Strzepcz, Tępcz, Tłuczewo.